# 香港海洋公園開業40周年紀念
香港海洋公園開業40周年紀念（英語：Ocean Park's 40th Anniversary Celebration）是香港海洋公園在開業第40年，由官方舉辦的紀念活動之總稱。2017年1月10日，香港海洋公園於怡慶坊舉行海洋公園40周年紀念慶典，並宣佈正式啟動以「集體造回憶」為主題的誌慶活動。在此前，園方於2016年12月舉行「集體造回憶」舊相片收集活動作為前奏活動。

### 集體造回憶
2016年12月，園方舉辦「集體造回憶」活動，鼓勵香港市民重塑過去40年來在園內度過的美好回憶並將相關舊照上傳至公園網站，以供大眾緬懷過去。參加者有機會獲得免費門票作獎品。活動期間，園方共收到超過5200張舊照表。

### 海洋公園40周年紀念慶典

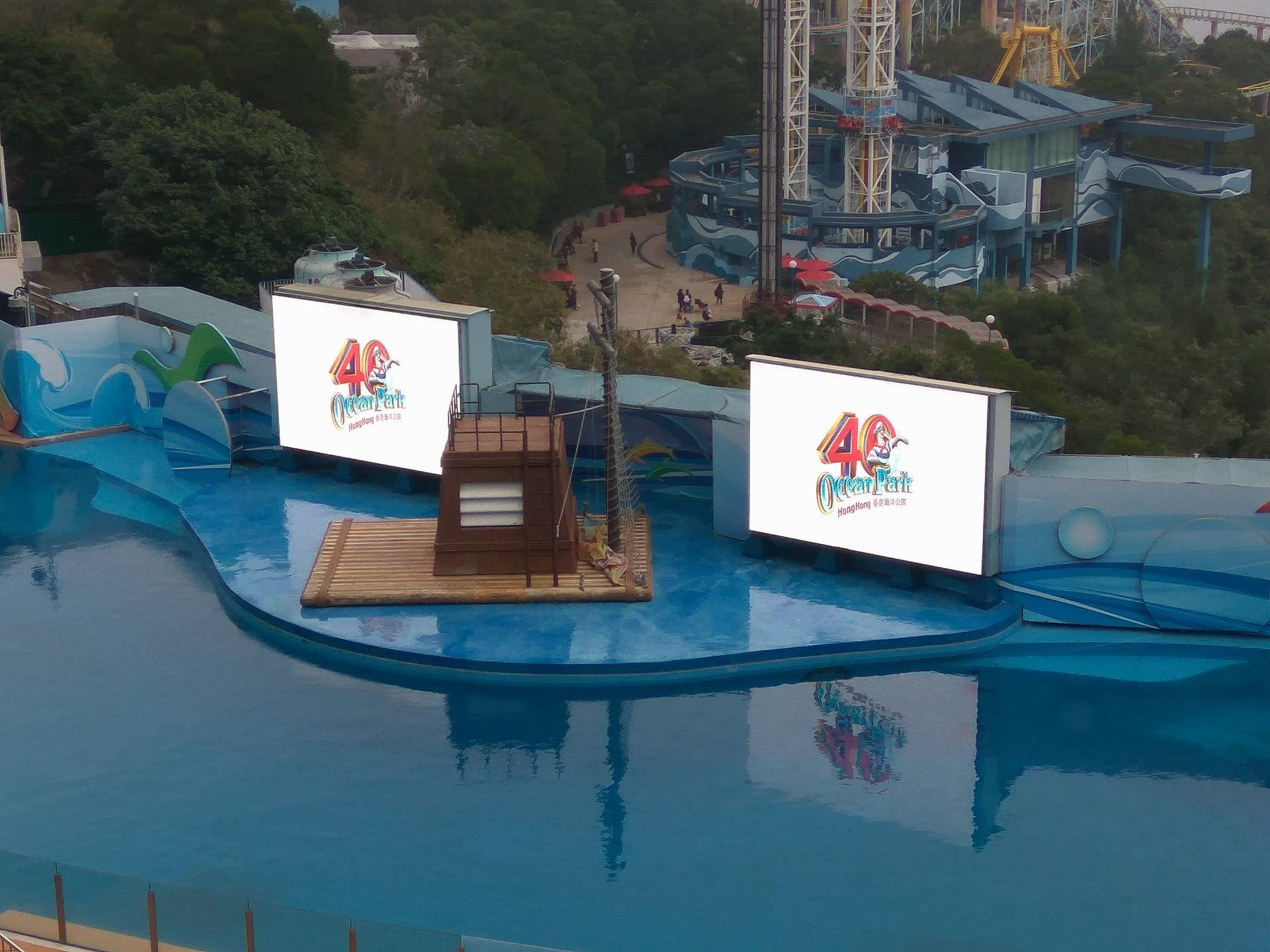
海洋劇場屏幕展示出公園開業40周年的標誌

2017年1月10日，即公園開業40周年當天，園方於怡慶坊舉行周年慶典。慶典中，主持慶典的嘉賓包括香港特別行政區行政長官梁振英、商務及經濟發展局局長蘇錦樑、旅遊事務專員朱曼鈴、香港旅遊發展局主席林建岳、前任海洋公園主席查懋聲、陳南祿及盛智文、海洋公園主席孔令成、海洋公園副主席劉鳴煒、香港海洋公園保育基金主席陳晴及海洋公園行政總裁李繩宗。慶典主要為歌舞表演及頒獎禮，以表揚多位服務公園多年的員工。梁振英於慶典中致辭，指海洋公園代表歡樂、代表美好的回憶、代表我們香港人的驕傲。特區政府對海洋公園多年來的支持和重視，說明政府重視香港旅遊業。

### 海洋公園大團拜2017
園方於農曆新年期間舉行節慶活動，其中怡慶坊上演「超時空魔幻匯演」，由多個國際知名嘅魔術大師表演魔術（包括全澳一叮總決賽入圍者Michael Boyd）。配合充滿科幻感的超時空舞台佈置及LED背幕，一眾演員將上演多個令人屏息的魔術表演。

### Chill Out @The South
園方於2017年3月至4月指定日子期間，推出全新的夜間美酒佳餚盛薈「Chill Out @ The South」，供遊客於傍晚後進入公園作消遣。活動共三階段，分別以日式清酒、手工啤酒音樂表演及美酒美食為主題，部份日子每晚有太鼓表演或迷你音樂會
。

#### 迷你音樂會歌手、團體
| - 陳柏宇 - 趙學而 - Supper Moment - 小塵埃 - 黃劍文 - Dear Jane - 連詩雅 - 駱振偉 |  | - Nowhere Boys - 江海迦 - Robynn & Kendy - 新青年理髮廳 - RubberBand - 夏韶聲 - 布志綸 - Hey Joe Trio |  | - 吳國敬 - 唐禹哲 |

### 親親動物月2017
園方於該年度「親親動物月」舉行「動物明星粉絲會」。活動期間，部份動物（例如金剛鸚鵡、雕鴞、犀鳥和二趾樹懶）。在護理員帶領下走出展館，近距離與遊客互動。

### 第22屆海洋公園保育日
園方於2017年5月20日至21日舉行該年度的保育日，活動包括定向遊戲「生態大追蹤」、「尋『寶』之旅」免費導賞團 、馬蹄蟹保育工作坊、教育及遊戲攤位。活動以宣揚生物多樣性與野外生態保育為宗旨。

### 夏水禮2017

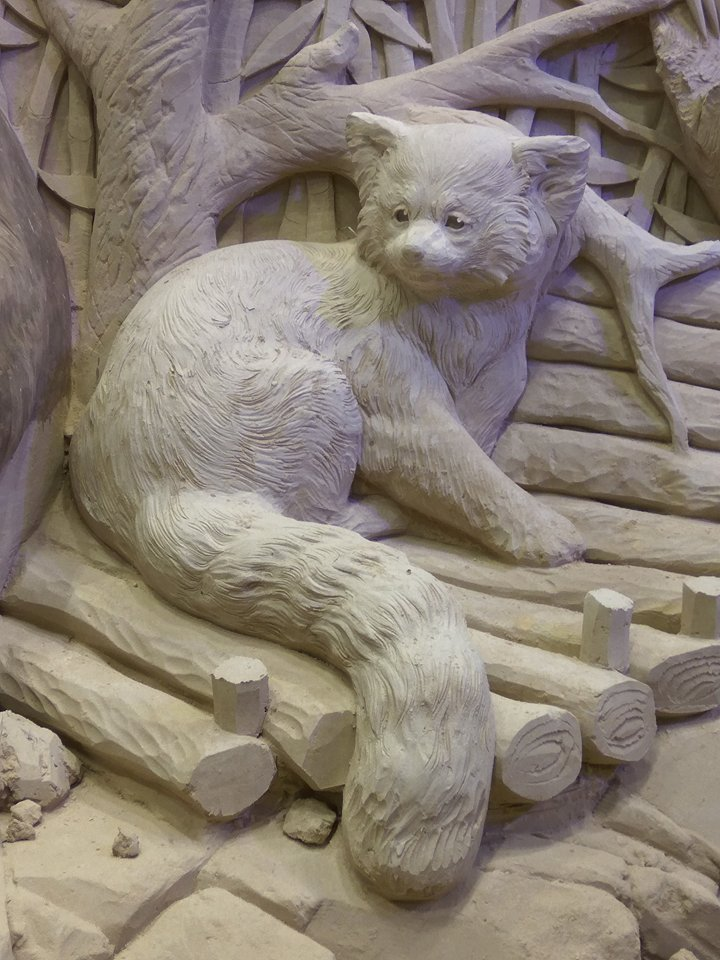
小熊貓沙雕

為配合海洋公園慶祝開業40周年，該屆的夏水禮以懷舊仲夏為主題。園方特別邀請了健力士世界紀錄著名雕刻大師Ray Villafane率領團隊將怡慶坊打造為室內沙灘，製造了三個巨型沙雕作品。當中包括全港最大、面積約153平方米、高6米、以海洋公園最具代表性的機動遊戲和動物為主題的巨型沙雕。此外，地處威威天地的經典鴨仔禮品店於活動期間，出售各款LT Duck X 海洋公園的限量版精品。 威威天地亦設有一個容納6,500隻黃色橡皮鴨的大水池，讓遊客拍照留念。

### 哈囉喂全日祭2017
園方藉開業40周年，舉行歷來最大規模的萬聖節娛樂活動，包括10個哈囉喂景點及11種獨特體驗。製作團隊特別把別具本土特色的驚嚇元素呈現在城寨驚魂和殭屍森塚兩間鬼屋，而「慌宅17」則使遊客面對內心深處的潛藏恐慌。
然而，因發生致命意外，鬼屋活埋凶間已被永久關閉、不作重開。

### 聖誕全城Ho Ho Ho 2017
聖誕全城HO HO HO 2017於2017年12月11日正式開幕，呈獻全港首個虛擬實境過山車——「Samsung Gear VR呈獻：越礦飛車」及各類緊張刺激的VR遊戲，同時設有「海洋公園x Pinkoi聖誕市集」，販售本地創作特色小物，園內亦設有「聖誕老人屋」、「冬日浪漫花園」及遍佈園區的聖誕裝飾。活動期間，園方於2017年12月23日至2018年1月1日，連續十天於晚上7時至11時免費開放「海濱樂園廣場」、「食尚水都」與「海龍王餐廳」。 

## 全新設施

### 40周年紀念期間落成之新設施
- 食尚水都
- 小紅熊堡壘 [21]
- 巨人森林

### 待落成、40周年紀念期間建設中的設施
- 威威列車 [22]
- 萬豪酒店
- 大樹灣第二代出入口及停車場
- 香港海洋公園大樹灣水上樂園
- 漁人碼頭酒店

## 事故及意外

### 優惠門票系統故障
海洋公園於2017年1月11日起推出2.8萬張40元港人專屬優惠門票，引來3萬人於網上搶購，令電腦系統超出負荷而故障。園方最終於晚上宣布，公園在查核購票系統後，發現部分購票人士並非依照正常程序登入公園網上系統購買特惠門票，為表公正及答謝市民的熱烈支持，決定加推至48,000張特惠門票，即比原本多2萬張，本港市民可由1月16日起至27日，親身前往海洋公園票務部出示香港身分證明文件或香港出生證明書，以優惠價港幣40元購買成人或小童入場門票於購票當日使用，每人限買四張，每日名額4,000張門票。

### 「北極之旅」海象池強化玻璃碎裂
2017年3月26日，海洋公園的「北極之旅」展館內，用作飼養海象的水池玻璃碎裂。園方表示，出現裂紋的玻璃為強化玻璃，由6層玻璃組成，碎裂的玻璃為中層，面向動物及遊客的兩層玻璃均無損，事件中亦無動物及途人受傷。為安全起見，海象已遷居往後備水池。園方亦已通知承辦商更換玻璃。為配合工程，北極之旅的斑海豹的居所維持開放，惟其餘部分則暫時關閉直至另行通知。

### 「瘋狂過山車」突發停駛
2017年6月27日晚上6時24分，「瘋狂過山車」開行駛至上斜位置時突然停止運作，乘客一度被困車內，需由職員安排徒步返回地面，而最後一名遊客晚上7時05分前安全返回地面。事故中沒有遊人受傷或不適。公園已向機電工程署通報有關事故。

### 遊客被「活埋凶間」設備擊斃
2017年9月16日，一名青年在景點「活埋凶間」遊玩期間，在從棺材滑落下層後懷疑迷路行錯方向誤闖後勤維修處，被再度翻轉下來的木板擊中，將他的頭及頸部夾住，頭部重傷昏迷，送院搶救後不治。

## 爭議

### 動物權益
2016年12月28日，保育團體豚聚一家聯同香港立法會毛孟靜議員趁港鐵南港島線通車，乘搭港鐵到新啟用的海洋公園站抗議。團體批評海洋公園強迫囚禁動物，強迫動物進行有違天性的表演，而園內每年繼續有大量動物死亡，炮轟園方「假保育，真虐待」。示威者沿途高叫「海洋公園囚禁動物，假保育，真虐待」及「釋放海豚」等口號，他們又向前往海洋公園的市民和旅客派發單張，呼籲他們罷看海豚表演。